# 吴媚媚
吴媚媚（原名张媚娟，1918年—2012年2月26日），江苏南京人，中国著名滑稽表演艺术家。吴媚媚通晓中国六七种方言，如苏州话、苏北话、无锡话、山东话、上海话等。吴媚媚被誉为“江南赵丽蓉”。

## 生平
1918年出生在江苏省南京市。7岁开始演出，13岁师从“笑舍”文明戏艺人吴一笑。16岁参加《啼笑因缘》的演出，并分别扮演沈凤喜、何丽娜两个女子。20世纪40年代在笑笑剧团《秋海棠》中出演罗湘绮、梅宝两个角色，同时又在华亭剧团《小山东到上海》中出演秀娟。后来，她加入艺锋滑稽剧团，创造了二十多部滑稽戏，如：《红灯花轿》、《结发夫妻》、《毛头姑娘》、《烟花女子告阴状》。1958年加入蜂蜜滑稽剧团（今上海滑稽剧团），参与演出了《阿大阿二》、《王老虎抢亲》。1974年退休。1987年参与演出了《滑稽王小毛》并且再度走红。晚年参与演出了《阿混正传》、《股疯》、《孽债》。
2012年2月26日因心脏衰竭在上海市去世。

## 作品
| 剧名               | 角色           |
| 《啼笑因缘》       | 沈凤喜、何丽娜 |
| 《秋海棠》         | 罗湘绮、梅宝   |
| 《小山东到上海》   | 秀娟           |
| 《红灯花轿》       |                |
| 《结发夫妻》       |                |
| 《毛头姑娘》       |                |
| 《烟花女子告阴状》 |                |
| 《阿大阿二》       |                |
| 《王老虎抢亲》     | 天官夫人       |
| 《滑稽王小毛》     | 王妈妈         |
| 《阿混正传》       | 浦东阿奶       |
| 《股疯》           | 卖茶叶蛋的老太 |
| 《孽债》           |                |

## 评价
滑稽演员潘虹：“虽然吴妈妈已是高龄，但她走了，我还是很震惊，很难过。好在，让我们每个人觉得安慰的是，她的艺术作品带给人们的影响，远比她的生命更长。”
滑稽演员王汝刚：“吴老师在里面刻画了一个不分是非去溺爱孙子的奶奶，这个角色在一开场的时候就有一点长达十分钟的戏，通过对话和动作奠定整部戏的基调，并引发观众的兴趣。吴老师在那短短十分钟里，就将接下来要出场的主人公的性格勾勒了出来，功力非常了得。”
滑稽演员童双春：“吴老师给我印象最深的滑稽戏要数《笑着向昨天告别》里演我的妈妈。她非常照顾年轻一辈，常常耐心地一遍一遍和我对词，戏中的感觉就这样一点一点磨了出来。”，“几十年的表演经验使得她对人物有非常精准的把握，而且她精通山东、上海、苏北、苏州等多地方言。年轻一代演员应该向她学习。”
上海滑稽剧团团长凌梅芳：“吴老师与滑稽剧团的最后一次合作是在2002年‘浦江笑声关不住’贺岁大剧。当时我们想，要是能请吴老师回来参加演出，效果绝对完美。但考虑到老人的身体状况，我们尝试着联络吴老师的时候，并没有抱着太大希望。意外的是，85虽高龄的吴老师欣然应允再次登台，连演四五场，重现让观众津津乐道的《阿混新传》。事实上，一直以来，只要是剧团需要，吴老师总是义不容辞地答应，现在想来都觉得感动。”
滑稽演员黄佐临：“吴媚媚是一个在舞台上自我得意、自在生活、自由发挥、难得的滑稽女天才。”